# كأس إسكتلندا 1933–34
كأس اسكتلندا 1933–34 (بالإنجليزية: 1933–34 Scottish Cup)‏ هو موسم من كأس اسكتلندا. فاز فيه نادي رينجرز.